# Aelia Eudocia
Aelia Eudokia (grekiska: Αιλία Ευδοκία Αυγούστα), född 401 e.Kr., död 460, var en östromersk kejsarinna, gift med kejsar Theodosius II och mor till Eudoxia Licinia. 
Hon var dotter till sofisten Leontios i Aten och bar från födseln namnet Athenais. Efter faderns död kom hon till hovet i Konstantinopel, där hon antog kristendomen och 421 blev kejsar Theodosius II:s gemål under namnet Eudokia. 
Sedermera föll hon i onåd hos kejsaren och drog sig tillbaka till Jerusalem, där hon avled. Skön och snillrik, gjorde hon sig älskad genom välgörenhet mot kyrkor och fattiga. Hon författade religiösa dikter och ett epos till sin gemåls ära.
Nedslagskratern Eudocia på planeten Venus är uppkallad efter henne.